# Kurvstrid

Kinesisk Curtiss Hawk III (främre) i kurvstrid med en japansk Nakajima Ki-27 (bakre) under andra sino-japanska kriget. Notera hur den kinesiska Hawk:en inte kan skaka av den japanska Ki-27:an i horisontalplanet och gör en desperat fimpmanöver i en korkskruv som Ki.27:an tolkar som en halvroll och överskjuter. Ki-27:an följer med en full roll och en upptagning, antagligen för att ta höjd och avlägsna sig och påbörja ett nytt angrepp.

Film från kulsprutekameran hos en F-86 Sabre som visar nedskjutningen av en MiG-15 i kurvstrid under Koreakriget. MiG:ens bränsletank exploderar och Sabre:rn svänger av.

Kurvstrid (engelska: dogfight, ”hundkamp”) är en typ av luftstrid där stridande flygplan går i närstrid och börjar manövrera mot varandra i hopp om att undvika den andres vapen och lägga an med sina egna varav pilotens skicklighet och reflexer samt flygplanets manövrerbarhet och andra egenskaper fäller avgörandet. 
Det engelska begreppet "dogfight" började lanseras strax efter första världskriget.

## Historia

### Tidiga år

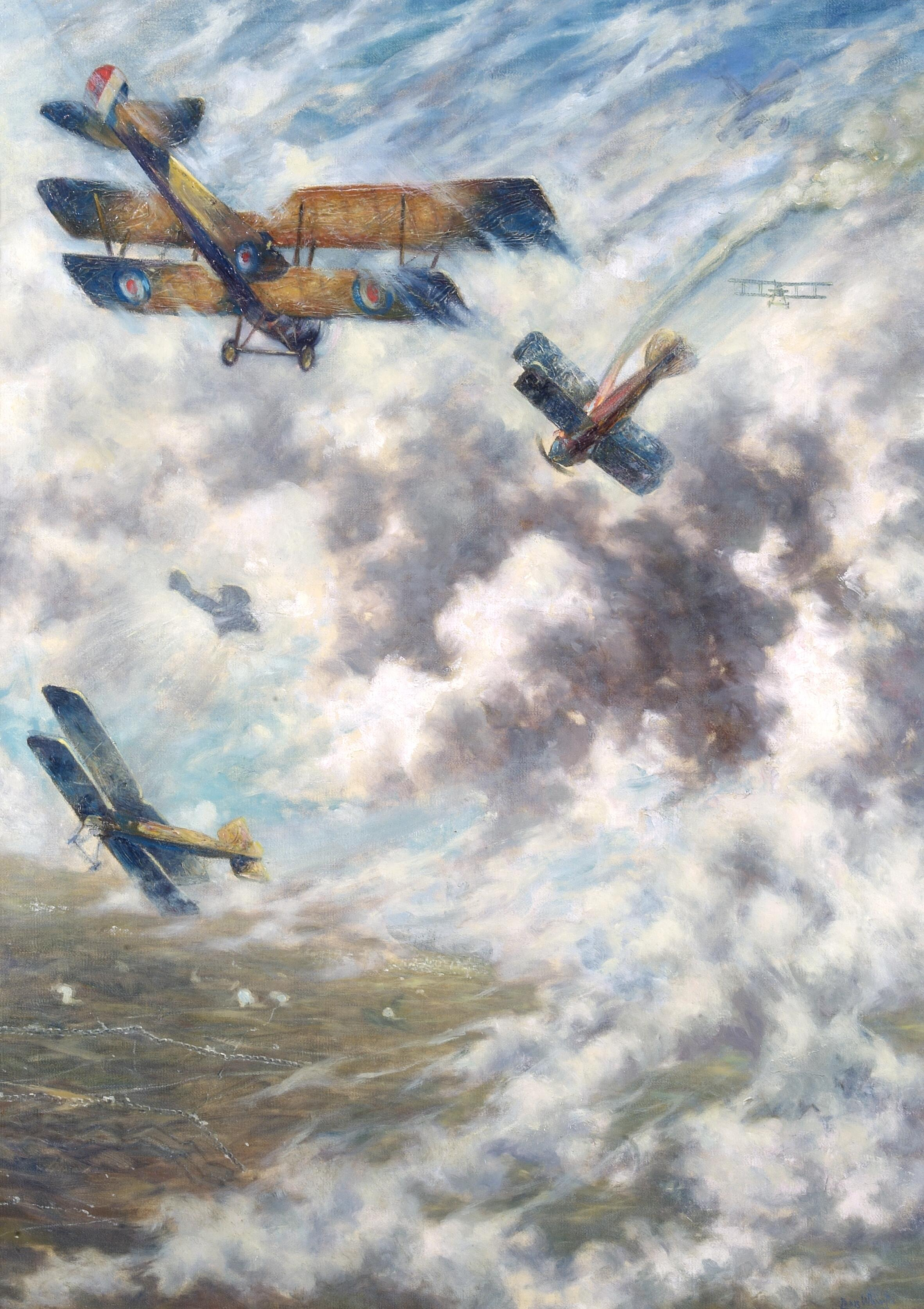
En konstnärlig framställning av en kurvstrid mellan brittiska och tyska biplan över västfronten.

Begreppet dog-fight användes första gången i samband med luftstrid när en tidning vid namn Fly Papers år 1919 skrev ”The battle develops into a ’dog-fight’, small groups of machines engaging each other in a fight to the death.”
I början av första världskriget användes flyget endast till spaning och planen var inte beväpnade. I början hötte fientliga piloter bara med nävarna mot varandra, men senare började man använda sig av improviserade metoder för att på något sätt störa den fientliga piloten. Bland annat kastade man rep och hoppades att dessa skulle fastna i fiendens propeller. Detta utvecklades till att piloterna började skjuta på varandra med pistoler eller gevär.
Det var först när kulsprutor monterades på planen som piloterna började gå in i luftstrider. Det fanns ett problem med att montera ett maskingevär så att det var riktat rakt fram, på grund av propellern. En holländsk flygplanstillverkare vid namn Anthony Fokker kom på idén att koppla avtryckaren till motorn, så att propellerns varv och maskingevärets skott blev synkroniserade. Med andra ord man kunde skjuta mellan rotorbladen medan propellern snurrade. Detta innebar att man kunde skjuta dit nosen pekade och därmed började luftstriderna ta form av kurvstrider.
En brittisk brigadgeneral vid namn Hugh Trenchard beordrade att alla spaningsflyg skulle ha understöd av minst tre stycken jaktplan. Då skapades de första taktiska formationerna i luften. Tyskarna svarade genom att skapa Jastas (Jagdstaffeln), skvadroner med jaktplan vars enda syfte var att skjuta ner fientliga flygplan. En av de mest kända luftstriderna är beskriven av Röda baronen, Manfred von Richthofen.
| ”                        | I was extremely proud when, one fine day, I was informed that the airman whom I had brought down on the twenty- third of November, 1916, was the English [version of] Immelmann.... First we circled twenty times to the left, and then thirty times to the right. Each tried to get behind and above the other. Soon I discovered that I was not meeting a beginner. He had not the slightest intention of breaking off the fight. He was traveling in a machine which turned beautifully. However, my own was better at rising than his, and I succeeded at last in getting above and beyond my English waltzing partner.... The impertinent fellow was full of cheek and when we had got down to about 3,000 feet he merrily waved to me as if he would say, "Well, how do you do?" The circles which we made around one another were so narrow that their diameter was probably no more than 250 or 300 feet. I had time to take a good look at my opponent.... When he had come down to about three hundred feet he tried to escape by flying in a zig-zag course during which, as is well known, it is difficult for an observer to shoot. That was my most favorable moment. I followed him at an altitude of from two hundred and fifty feet to one hundred and fifty feet, firing all the time. The Englishman could not help falling. But the jamming of my gun nearly robbed me of my success. My opponent fell, shot through the head, one hundred and fifty feet behind our line. | „ |
| – Manfred von Richthofen | |   |

I slutet av första världskriget hade stridsflygplanen, som tidigare bara varit till för spaning och dylikt, utvecklats till starka, snabba och tungt beväpnade jaktplan. Den taktiska grunden för kurvstrider hade blivit lagd.

### Senare historia

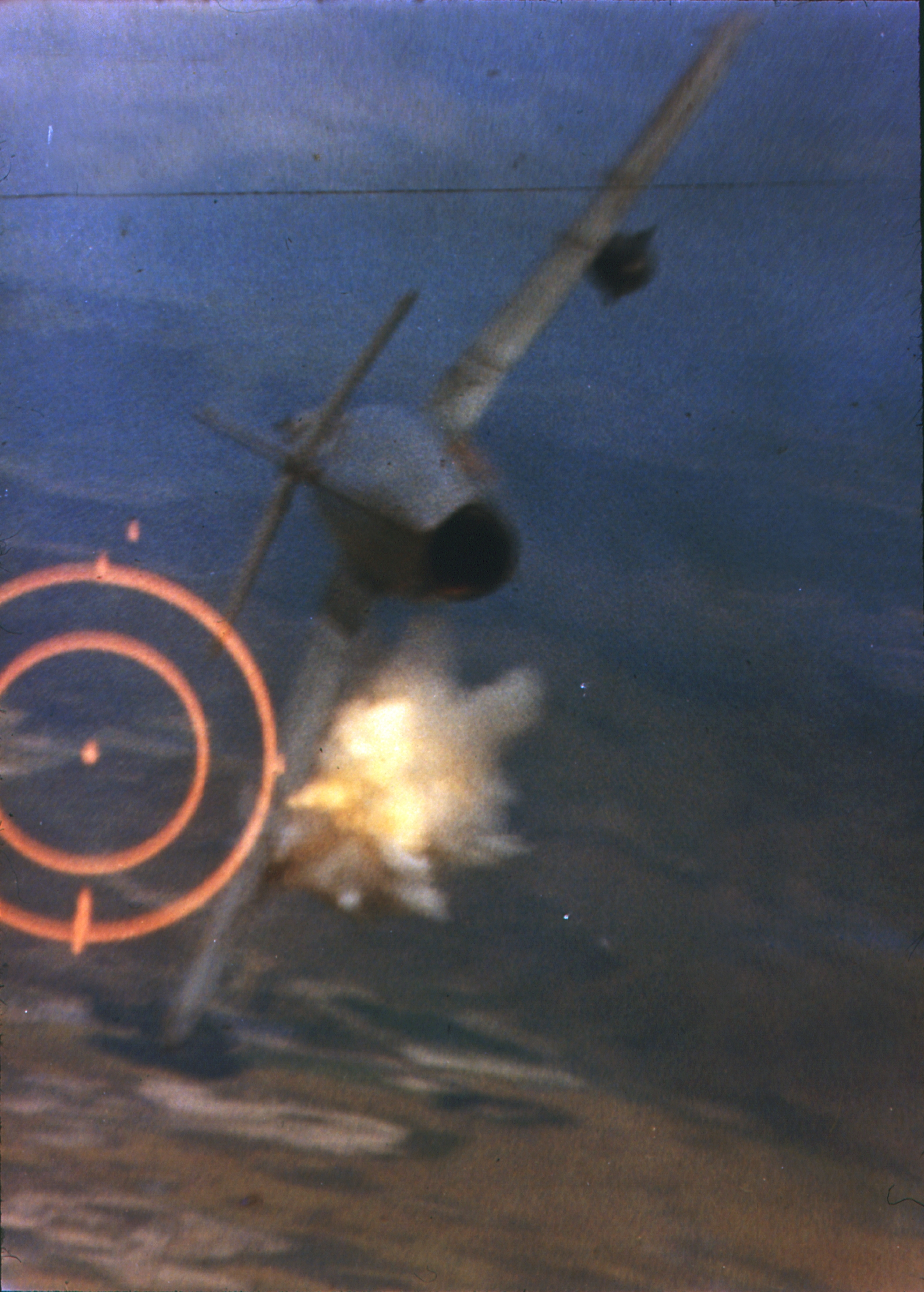
En amerikansk F-105D som skjuter ner en vietnamesisk MiG-17 i en kurvstrid under Vietnamkriget.

Kurvstridstaktiken från första världskriget kom till stor del att vara oförändrat under mellankrigstiden världen över fram till början av andra världskriget. I Europa hade nya lärdomar först åtagits ordentligt under spanska inbördeskriget, speciellt av tyska piloter i kondorlegionen, vilka senare kom att leda kurvstridstaktikens utveckling under andra världskrigets intåg i Europa. Kurvstrid handlade numera mindre om tajta kurvor och mer om rullmanövrar, kraftiga dykningar och upptagningar, men främst av allt hastighet i planflykten och horisontalplanet, så kallad energistrid. Den som har kontroll över rörelseenergin i en pågående kurvstrid kan få fienden att både underskjuta och överskjuta sina manövrar, vilket öppnar för att manövrera fienden in i sin träffbild.
I och med fokuset på högre energi blev det viktigare att konstruera stridsflygplan med kraftigare motorer och konstruktion, monovingade fullmetallkonstruktioner med inbyggt pansarskydd, för att klara högre hastighet och kraftigare påfrestningar (g-krafter) vid manövrering i högre hastighet, vilket i retur kräver grövre jaktbeväpning i form av tunga kulsprutor och automatkanoner för att åstadkomma verkan. Flygplan blev därmed tyngre och otympligare jämte de lätta flervingade duktäckta träkonstruktionerna från första världskriget.
Under krigets gång blev det konstant högre tryck att åstadkomma högre hastigheter för att ligga på toppen i energikapprustningen och med reaktionsmotorns intåg från 1943 började flygkonstruktioner snabbt närma sig ljudbarriären, även kallad mach 1 (runt 1 060 km/t på flyghöjd). Redan under slutet av 1940-talet blev det tal om jaktflygplan som skulle komma upp i hastigheter över mach 2 (runt 2 100 km/t på flyghöjd), även om dessa inte kom att realiseras förrän mot slutet av 1950-talet. Vid dessa hastigheter var och är kurvstrid dock inte möjligt, eftersom större manövrering i sådan hastighet lägger för stor påfrestning på både pilot och flygkropp. Även vid mach 1 är kurvstrid påfrestande även för vältränade piloter. Vid kraftiga g-upptagningar tryckts blodet ner i benen och skapar syrebrist i hjärnan som kan leda till tunnelseende och slutligen svimning. Av detta kom USA, redan under andra världskrigets slut, att utveckla och introducera så kallade G-dräkter, flygoveraller som klämmer åt kroppen vid höga g-kraftpåtagningar och hämmar blodet från att tryckas ner i benan. Dock är dräkten inte idiotsäker, varav piloter även behöver trampa med fötterna och dylikt för att få blodet att cirkulera. Av detta förekommer kurvstrid enbart vid lägre hastigheter än mach 2, främst i underljudshastighet vid längre strid (runt 800-1000 km/t).

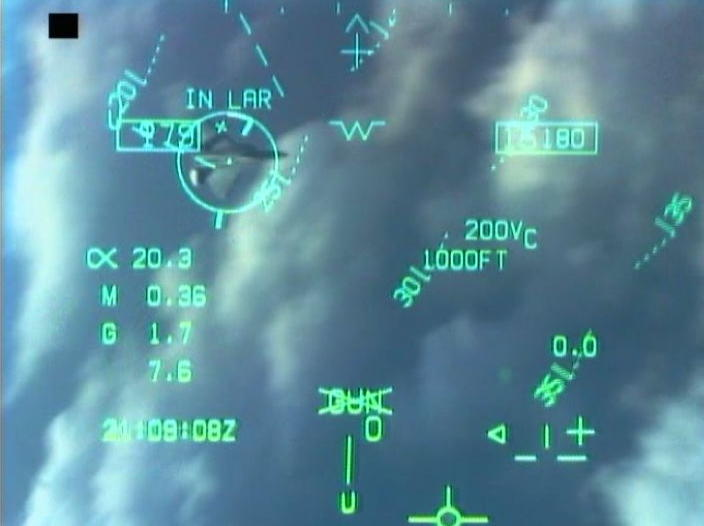
Siktlinjesindikatorn hos ett McDonnell Douglas F/A-18 Hornet jaktplan under en uppsatt kurvstrid. Notera hur fiendeflygplanet i siktlinjen har en låst målindikator på sig. Indikatorn visar "IN LAR", kort för "in launch acceptable region" (inom acceptabelt avfyrningsområde), vilket indikerar att målet ej är fientligt (vänligt/okänt) men ligger inom räckvidd för möjlig robotskjutning. Notera även att "gun" (kanonen) är överkryssad och ej tillgänglig.

Under luftkrig följande andra världskriget, såsom Koreakriget, Vietnamkriget, Jom Kippurkriget, etc, användes främst automatkanon som beväpning vid kurvstrid, eftersom jaktrobotar vid denna tidpunkt fortfarande var mycket opålitliga. I och med introduktionen av robotar med aktiv eller passiv direktanfallsförmåga (engelska: all-aspect capability) under slutet av 1970-talet, och senare även hjälmsikten under 1980-talet, kom dock även jaktrobotar att bli mycket vanliga inom kurvstrid.
Senare har bland annat Lockheed Martin F-22 Raptor, med sin höga manövrerbarhet, setts som ett starkt vapen inför möjligheten av liknande strider.

## Kurvstrider inom populärkulturen
Denna typ av luftstrid har på film försökt efterliknas bland annat i filmerna Rymdens demoner från 1930 och Top Gun från 1986.

## Kurvstridsmanövrar
Ej komplett lista/urval
- Kort parad ("kobramanövern")
- Topproll ("Immelmannsväng")